# 拉古莱特圣奥古斯丁和圣菲德尔教堂
拉古莱特圣奥古斯丁和圣菲德尔教堂（阿拉伯语：كنيسة القديس أوغسطينوس والقديس فيديل بحلق الوادي），位于突尼斯共和国突尼斯省拉古莱特的一座天主教教堂，属突尼斯总教区。

## 历史
拉古莱特教堂是以圣奥古斯丁和圣菲德尔命名的。尽管拉古莱特的堂区记录早在1838年已存在，但教堂当前建筑物是从1848年开始修建，并于1872年完工的，由意大利西西里方濟嘉布遣會出资修建。1898年，法国红衣主教、阿尔及尔大主教查尔斯·拉维杰里派遣来自马耳他的奧斯定會隐修负责该堂区。后来，萨利巴特神父在任期间对教堂建筑进行了修缮和装饰。该教堂从2007年开始一直在进行修复和维护工作，意大利画家阿尔贝托·博加尼（Alberto Bogani）对该教堂进行了重新装修。

## 圣母游行

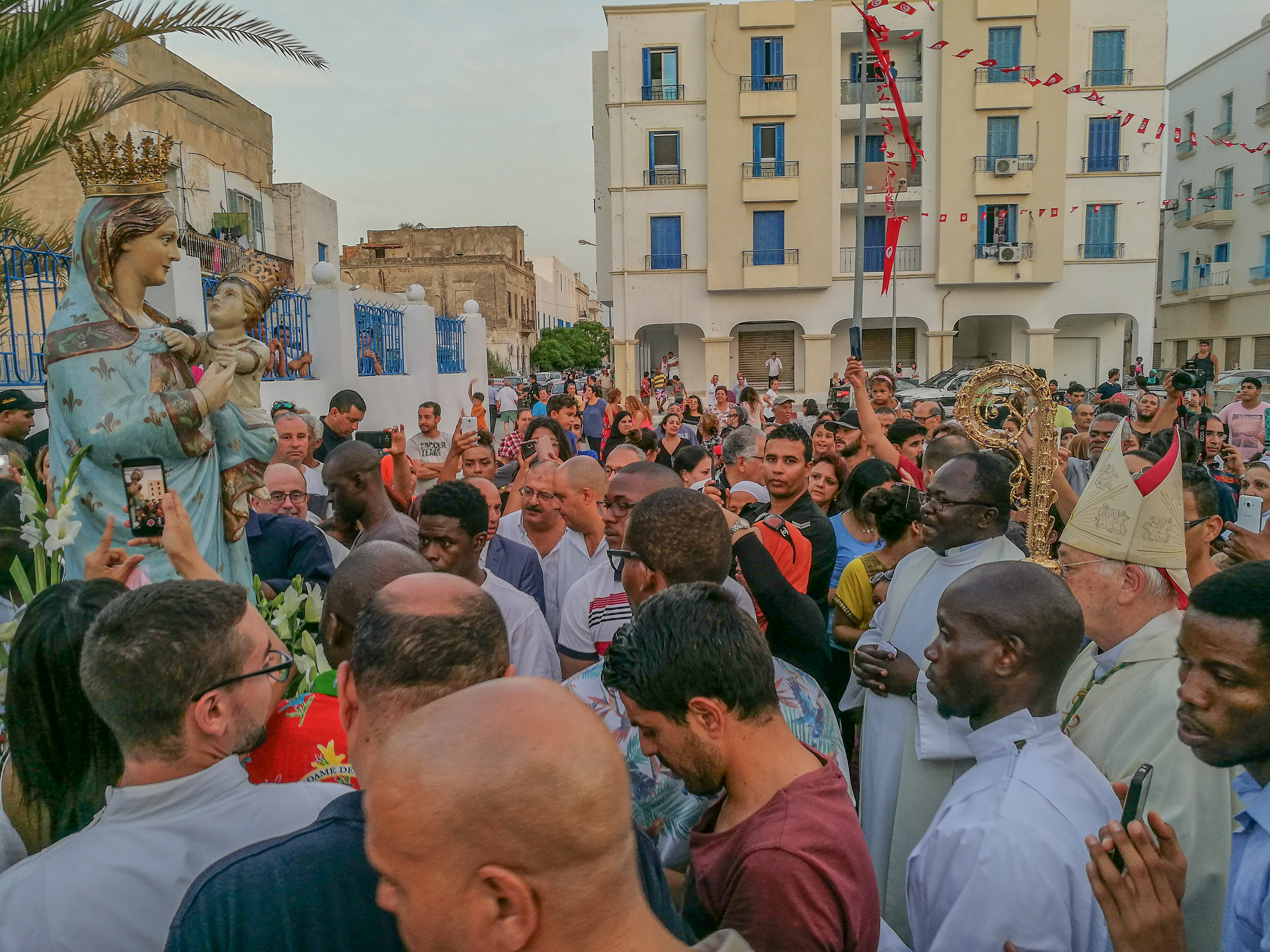
2017年圣母游行途径艾哈迈德贝伊广场

突尼斯基督教社区每年8月15日会在该教堂举行特拉帕尼圣母游行节日活动。活动期间，该教堂会吸引非常多的人，甚至当地的穆斯林和犹太教徒等非基督徒也会在游行期间向圣母玛利亚像致敬。1960年代开始，因拉古莱特基督徒人数的减少，圣母游行的传统曾被放弃。但2017年，该活动又在地方当局的支持下得以恢复。2019冠状病毒病疫情爆发以来，该活动又被停止。

## 弥撒
在每星期的星期日上午10点，该教堂举行英语弥撒，参加者以非洲人居多。在星期六下午4点，举行法语弥撒。在每个月的最后一个星期六下午的6点，举行西班牙语弥撒。